# Médersa Tchar-Bakr
La Médersa Tchar-Bakr est un monument architectural à Boukhara.

## Arrière-plan
Cette médersa est située dans le complexe architectural de Tchar-Bakr et a été construite au XVIe siècle par Abdullah Khan II, un représentant de la dynastie Shaybani. La maison est incluse dans la liste nationale des biens immobiliers du patrimoine matériel et culturel de l'Ouzbékistan. La médersa a été construite par Abdullah Khan II au XVIe siècle, et les travaux de construction ont été réalisés dans le complexe de Chor Bakr. La médersa est à plusieurs pièces et dispose d'une zone de prière à l'extérieur. La médersa Chor Bakr était considérée comme l'une des médersas de la plus haute classe à Boukhara. Le toit de la médersa était composé de trois étages et il y avait des cellules sur chacun des trois étages. La salle de la médersa est divisée en trois arches. L'historien Hafiz Tanish Bukhari a donné des informations sur la médersa dans son œuvre intitulée « Abdullah Khan » et a écrit qu'un verset de la sourate était cité à l'avant de la médersa. Cependant, ces inscriptions n'ont pas été préservées jusqu'à aujourd'hui. La médersa a été rénovée en 1950, 1971, 1999. Lors de la rénovation en 1999, les maîtres ont restauré la médersa vers ses fondations d'origine. La médersa est construite en briques. Dans l'œuvre « Abdullanoma », il est écrit à propos de la médersa : « Dans sa madrasa, l'un des célèbres érudits et vertueux était un enseignant, enseignant les sciences nécessaires et religieuses et contribuant grandement aux dotations. À cet endroit, les étudiants étaient rémunérés avec un bon salaire et ils pouvaient toujours commencer leur lecture en toute tranquillité d'esprit. » Les fondations et les murs de la médersa sont recouverts de pierres. La méthode archi-duzi était principalement utilisée dans la construction des cellules. Afin de créer un environnement confortable pour les étudiants qui étudient à la médersa, un poêle, un endroit pour les sandales et des étagères pour les livres ont été construits. Les pièces du deuxième étage sont accessibles par un escalier. La médersa a été construite dans le style de l'Asie centrale.